# Neomillspaughia paniculata
Neomillspaughia paniculata là một loài thực vật có hoa trong họ Rau răm. Loài này được (Donn. Sm.) S.F. Blake mô tả khoa học đầu tiên năm 1921.